# Damian Nenow
Damian Nenow (Wrocław 19 de juny de 1983) és un director, guionista, editor de cinema polonès, també creador de curtmetratges d'animació. Llicenciat a l'Escola Nacional de Cinema, Televisió i Teatre de Łódź.

## Filmografia
- The Aim (2004)
- Wielka ucieczka! (2006)
- Miasto ruin (2010)
- Paths of Hate (2010)
- Fly for Your Life (2015)
- Another Day of Life (2018)
- Love, Death & Robots (2019)

## Nominacions i premis
- 2011 – nominat a l'Animator Pegàs d'Or – Paths of Hate
- 2011 – nominat al Festival de Cinema de Cracòvia – Paths of Hate
- 2011 – Premi del jurat de SIGGRAPH 2011 Festival d'animació per ordinador – Paths of Hate
- 2011 – Premi a la millor pel·lícula d'animació i premi del jurat a Comic-Con IIFF
- 2018 – Premis de l'Animació Europea Emile Award – nominacions a les categories: millor director, millor guió, millor disseny de fons i creació de personatges, millor banda sonora i millor so per Another Day of Life
- 2018 – Guanyador del Goya a la millor pel·lícula d'animació per Another Day of Life
- 2018 – 31è Premis del Cinema Europeu en la categoria: Millor pel·lícula d'animació (Another Day of Life)